# The Ninja Kids
The Ninja Kids (ニンジャキッズ?, Ninja Kizzu) è un videogioco arcade di genere beat 'em up a scorrimento, sviluppato e pubblicato dalla Taito nel 1991.
Non ebbe alcuna conversione per le console del periodo ma venne incluso all'interno della raccolta Taito Legends, uscita nel 2005 su Xbox, PC e PlayStation 2.

## Trama
Nel luglio 1999, una setta satanica sta cercando di evocare Satana, causando il caos in tutta la città. Per fermare questa minaccia, quattro ragazzi - Hanzo, Sasuke, Akane e Genta - dotati di poteri ninja e conosciuti come Ninja Kids, si avventurano nella cittadina con l'obiettivo di ripristinare la pace.

## Modalità di gioco
The Ninja Kids combina elementi di hack and slash e beat 'em up, supportando fino a quattro giocatori contemporaneamente. I partecipanti assumono il ruolo di giovani ninja - Hanzo, Sasuke, Akane e Genta - che devono affrontare e sconfiggere i sicari della setta satanica. L'obiettivo principale è avanzare attraverso i livelli, combattendo nemici e boss e liberando eventuali civili fatti prigionieri. I personaggi giocabili possono attaccare i nemici corpo a corpo, eseguire salti e utilizzare speciali mosse ninja. Ogni personaggio possiede abilità uniche, insieme a armi e elementi naturali che possono essere sfruttati strategicamente.
- Hanzo è armato con una katana e il suo elemento è l'acqua.
- Sasuke utilizza la kusari e kama e il suo elemento è il vento.
- Akane impiega gli shuriken e il suo elemento è il fuoco.
- Genta usa il sansetsukon e il suo elemento è la terra.

Il gioco è composto da cinque livelli, ognuno con ambientazioni uniche e nemici specifici. Le ambientazioni spaziano da città a cantieri, ciascuna con ostacoli e trappole da superare. I livelli culminano in battaglie contro boss che richiedono strategie particolari per essere sconfitti. I nemici variano da semplici cultisti a creature soprannaturali, ognuno con attacchi distintivi. Durante il gioco, i giocatori possono raccogliere power-up che migliorano le loro abilità o forniscono vantaggi temporanei, inclusi potenziamenti di attacco o salute.